# BYD Company

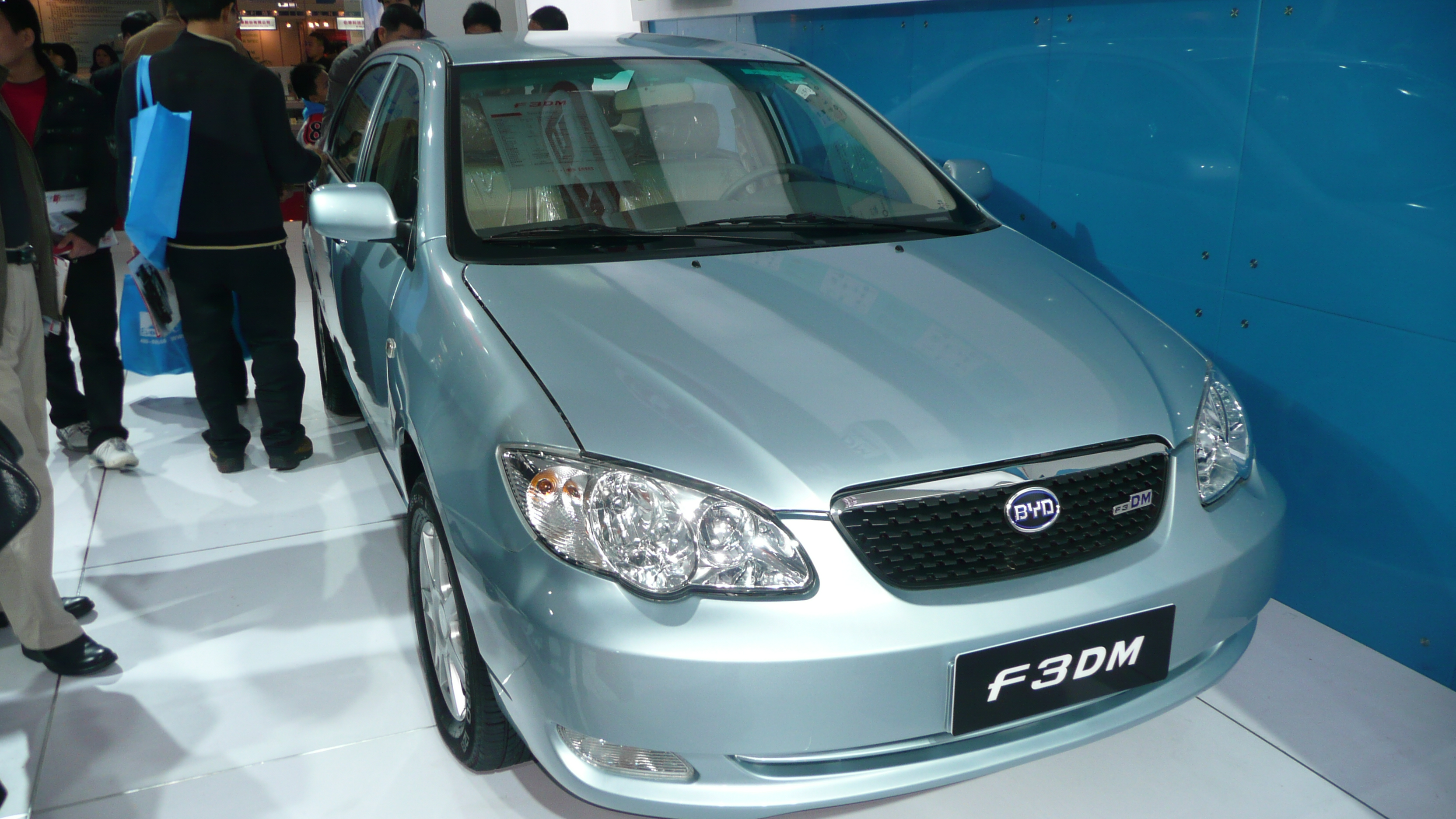
BYD F3 DM — один з перших китайських гібридних автомобілів

BYD Company Limited або BYD (спрощ.: 比亚迪; піньїнь: Bǐyàdí) (BYD від англ. Build Your Dreams) — виробник автомобілів, автобусів, автонавантажувачів, акумуляторів та вантажівок розташований в Шеньчжені (Китай). BYD Auto є дочірньою компанією фірми BYD Company Ltd, яка вперше заявила про себе в 1995 році. Іншим великим підрозділом є BYD Electronic.
Автокомпанія BYD пропагує модель розвитку «Самостійна розробка, власна марка, самостійний розвиток», вважаючи своєю метою «Виготовлення якісних автомобілів світового рівня», а метою індустрії «Створення національної автомобільної марки світового класу», і обіцяючи відродити національну автомобільну промисловість. В даний час фірма BYD має чотири виробничі бази в м. Шеньчжень, Сіань, Шанхай та Пекін.

## Історія
У 1995 кількість працівників становила лише 30 осіб. Власна марка автомобіля почала розвиватися після придбання у 2003 році Ціньчуанської автомобілебудівної компанії в провінції Шеньсі і створення ТОВ «Автокомпанія BYD». Від Ціньчуанської автомобілебудівної компанії компанія успадкувала модель «Flyer», яка випускається до цих пір (2007). Першою власною розробкою була модель F3, яка продавалася по 10 000 шт в місяць станом на перше півріччя 2007. Автокомпанія BYD створила автомобільне містечко, де загальна виробнича потужність складає 300 000 автомобілів. У м. Сіані вже була побудована виробнича лінія для випуску седанів. У м. Шанхай був створений центр із наукових досліджень і дослідних розробок. Виробничі потужності компанії на 2016 рік становлять понад 500 000 автомобілів в рік.
У 2019 зайняла перше місце у світі за кількістю випущених електромобілів (42 110 проданих електромобілів) за перші два місяці 2019 року. Друге місце зайняла Tesla Inc. — 24 916 машин. І хоча перше місце серед автомобілів у Tesla Inc. із моделлю Tesla Model 3 — 17 713 машин, китайська модель BYD Yuan EV була випущена у кількості 14 425 електромобілів.

## Легкові автомобілі
- BYD F0 — міні-хетчбек
- BYD F3 — седан першого покоління (зразка 2005 року), тільки експорт на ринки країн третього світу
- BYD F3 — рестайлінговий седан другого покоління (зразка 2014 року)
- BYD New F3 — рестайлінговий седан третього покоління (зразка 2016 року)
- BYD F5 — Su Rui седан на подовженій платформі моделі F3
- BYD e5 300 — електромобіль (EV) на базі моделі Su Rui
- BYD Qin — седан з гібридною силовою установкою WTHEV
- BYD EV300 — електромобіль (EV) на базі моделі Qin
- DENZA — 400 EV модернізований електромобіль (EV) на базі платформи Daimler MFA (Mercedes Benz B-class W246)
- BYD Yuan — S1 компактний кросовер з гібридною силовою установкою HEV
- BYD Song — S3 компактний кросовер з гібридною силовою установкою HEV
- BYD S6 — повнорозмірний кросовер
- BYD Tang — кросовер з гібридною силовою установкою HEV на базі моделі S6
- BYD S7 — повнорозмірний преміальний кросовер
- BYD M6 — мінівен
- BYD e6 — компактвен-електромобіль (EV), спецверсія для таксі із збільшеним до 400 км запасом ходу
- BYD Shang — M3 DM гібридний компактвен на базі платформи Nissan NV200, випущена обмежена партія

## Комерційні автомобілі
- BYD T3 — розвізний фургон EV на базі моделі Shang, випущена обмежена партія
- BYD K9 — серійний міський низькопідлоговий 12-метровий електробус (27 сидячих місць + 4 соціальних) із запасом ходу близько 250 км

## Повний перехід на випуск електрокарів
15 листопада 2021 року, стало відомо що шість компаній-виробників автомобілів підписали декларацію про те, що вони до 2040 року відмовляться від випуску автомобілів із бензиновими двигунами. Серед підписантів була й BYD.

## Прототипи
- BYD F3e
- BYD F6DM